# Wyts de la Boucharderie
Wyts en Wyts de la Boucharderie is de naam van een geslacht dat in de 16e en 17e eeuw tot in het begin van de 18de eeuw eigenaar was van het leen en de heerlijkheid Wildenburg, op het grondgebied van het huidige Wingene. 

## Oudste naamdragers
De oudst bekende naamdrager van de familie Wyts is Eustachius (Stasins of Staesen) Wyts, die halfweg de 15de eeuw tot de gegoede poorters van Brugge behoorde. Hij was raadgever van Filips de Goede, raadslid (1451) en schepen (1462) van Brugge en ten slotte baljuw in Damme. De 'Excellente cronike van Vlaenderen' (uitgave Vorsterman, 1532) verhaalt dat het luisterrijke (derde) huwelijk van hertog Karel de Stoute met Margaretha van York op 3 juli 1468 ingezegend werd in het huis van de baljuw van Damme, volgens de overlevering de woning van Eustachius Wyts:

Hoe dye hertoghe Kaerle van Chaerlois grave van Vlaenderen trauwede (binnen den Dame) sijn bruydt die weerdege princesse vrau Margriete shertoghe dochter van Jorck. Item daer naer op den derden dach van hooymaent quam die bruydt binne der stede vanden damme ende daer sa traudete Kaerle van Chaerlois de Grave van Vlaendren ten Vij hueren vanden morghenstondt. En dye Bisschop van Salsbiy trauwedete beede. Ende hi dede die messe in sbaliuus huys vanden Damme inde eetcamere die daer toe weerdelick bereedt was inde yeghenwoordicheyt van eene legaet van Rome en vanden Bisschop van Doornicke.

Eustachius Wyts werd in Damme begraven en wordt gezien als de stamvader van de Brugse tak Wyts en van het geslacht Wyts de la Boucharderie. 
Jan Wyts, volgens Gailliard zoon van Eustachius en gehuwd met Margriet van Wyc, overleed volgens de tekst op zijn grafschrift in 1461 en werd begraven in de Onze-Lieve-Vrouwekerk in Brugge. Hij bleef kinderloos na het vroege overlijden van zijn vrouw in 1438. Gailliard vermeldt dat hij lid was van de Edele Confrérie van het Heilig Bloed en in 1427 hoofdman was in Brugge. Zijn broer Willem had een zoon, Jehan Wyts, die in 1490 aan Pieter Metteneye het leen ghenaempt d'Heerlickheit van Bulscamp, geleghen in de prochie van Wynghene kocht. Het grafschrift van de familie Wyts in de Onze-Lieve-Vrouwkerk vermeldde ook Remi Wyts (overleden in 1501), zoon van Willem, als vischverkooper en zijn halfbroer Frans, gehuwd met Ide Arents (overleden in 1521). 
Willem Wyts (de jonge), zoon van Frans, was gehuwd met Barbe Van Hille (beiden overleden in 1529). Hun twee zonen Gillis Wyts (rechtsgeleerde en pensionaris van Brugge) en Jan (overleden in 1588) (schepen van Brugge) waren ook lid van de confrérie van het Heilig Bloed en staan in die hoedanigheid afgebeeld op het schilderij dat Pieter Pourbus omstreeks 1556 met de leden van de confrérie schilderde (2 panelen, ca. 110 cm bij 80 cm, museum van de Edele Confrérie van het Heilig Bloed te Brugge).

## Jehan Wyts († 1533), eigenaar van Wildenburg en heer van Berentrode
Jehan Wyts de oude, zoon van Willem en heer van de heerlijkheid Bulskamp op Wildenburg, huwde met Barbe Vrancx, dochter van Gillis en Eleonora van Duffel. Haar vader Gillis Vrancx was burgemeester van Mechelen en werd er begraven in de kerk van O.L.-Vrouw over de Dijle. Jehan (of Jan) was, volgens Gailliard, schildknaap van Maria van Bourgondië en Maximiliaan van Oostenrijk en werkte voor de Raad van Mechelen. Door zijn huwelijk in augustus 1477 met Maria van Bourgondië werd Maximiliaan van Oostenrijk in 1482 de feitelijke machthebber over de Nederlanden en de Franche-Comté, als regent voor hun vierjarige zoon Filips. In 1486 werd Maximiliaan gekozen tot Rooms-koning. De Brugse stedelingen zetten hem in 1488 in hun strijd om autonomie gevangen in het huis Craenenburg samen met enkele trouwe volgelingen, waaronder ook Jan Wyts, aldus Sanderus (cum illo Brugis captivus). Tijdens de veertien weken lange opsluiting werden een aantal leden van zijn gevolg voor zijn ogen door Gentse en Brugse opstandelingen gefolterd en terechtgesteld, onder andere Jan van Nieuwenhove (fs. Michiel) en Pieter Lanchals. Jan Wyts had meer geluk, hij werd niet terechtgesteld en bood na zijn vrijlating aan Maximiliaan verder zijn trouwe diensten aan. In 1493, het jaar dat Maximiliaan gekozen werd tot keizer van het Heilig Romeinse Rijk, werd Jan Wyts hofmeester bij aartshertog Filips, de zoon van Maximiliaan. 
Jehan Wyts (de oude) werd door Sanderus (1644) genoemd als de bouwer van de eerste (heren)woning op de heerlijkheid Wildenburg (praetorium primitus ibi aedificatum fuit a Joanne Wyts), genoemd 't Blauwhuis. Zoals uit tal van rekeningen van de zestiende en zeventiende eeuw blijkt, lagen er in dit deel van Wingene veel vijvers, die lange tijd door de familie Wyts gepacht en uitgebaat werden ('ontfaen van Jan Wyts die in pachte heeft de voornoemde vyvers den termyn van twee keer neghen jaeren'). Jan was niet alleen sinds 1490 heer van Wildenburg, maar ook baljuw en ontvanger van Bellem en Schuurveld (1502-1504). Hij was toen ook eigenaar van de nu nog bestaande Kranepoel (Aalter-Bellem) en van nog een aantal andere vijvers in de omgeving. Hij werd in 1518 broodmeester (pannetier) aan het hof van keizer Karel V. Jan Wyts was ook heer van Berentrode (oude heerlijkheid te Bonheiden) en Wytsvliet. Dit laatste gebied was een stuk brakke grond, gelegen in de omgeving van Antwerpen, dat Jan, volgens Sanderus, van keizer Karel in vrij leen had gekregen als beloning voor zijn diensten aan Maximiliaan. Hij noemde deze gronden naar zijn familienaam, nl. Wyts-vliet. Berentrode was een leengoed met een tot jachtslot versterkte hoeve met gracht en ophaalbrug. In 1520 werd Jan Wyts benoemd tot watergraaf van Vlaanderen. Hij overleed omstreeks 1533 en werd begraven in de Sint-Romboutskathedraal in Mechelen.

## Josse Wyts de la Boucharderie, watergraaf en moermeester
Josse Wyts, zoon van Jan (de oude), werd in 1524 eveneens watergraaf en moermeester.  Hij huwde een eerste maal met Jeanne Ruffaut en een tweede maal met Catharina Vilain († 1573), dochter van Jean Vilain (dit de la Boucharderie) en Catharine Cotterel. De la Boucharderie, de titel die Jean Vilain kreeg, verwijst naar het steenkappersambacht en is een ambtsleen. Zijn dochter Catherine droeg de titel ‘dame van Boucharderie’ en na haar huwelijk met watergraaf Josse Wyts kreeg de herenhoeve de naam ‘het Goed te Boucharderije'. Omstreeks 1585 wordt op Wildenburg  ook nog de vervallen watermuelene vanden Goede te Boucharderije (1587) vermeld. 
Josse was heer van Wildenburg, Berentrode en Wytsvliet. Hij overleed in 1544 en werd ook begraven in Mechelen (O.L.-Vrouwkerk). Het echtpaar Wyts-Vilain kreeg vijftien kinderen. Een van die kinderen was Lambert Wyts, die in 1573 een reis maakte naar Spanje, Turkije en Duitsland. Hij schreef er een uitgebreid reisverslag over, bewaard in de Koninklijke Bibliotheek in Wenen. In zijn notitieboek noemt hij zich filz de noble homme Josse Wyts, en son vivant seigneur de Berentrode, Bonhaide, Wildenbourg, watergrave et moermaistre de Flandres. Zijn broer Paul Wyts († 1600), gehuwd met Catherine Landas, werd na het overlijden van hun vader heer van Wytsvliet. Hun zus Cecile Wyts († 1602) kreeg de titel 'de la Boucharderie' en huwde in 1554 met François de Croix († 1595). Hun dochter Catharine de Croix huwde in 1606 met Jean-Baptist de Preud'homme († 1647), burggraaf van Nieuwpoort en baron van Poeke, waar hij ook begraven werd. Zijn vader had de heerlijkheid Poeke in 1579 gekocht, maar overleed nog datzelfde jaar (begraven te Rijsel). 

## De familie Wyts en zoetwatervisteelt op Wildenburg
Alles wijst er op dat deze tak Wyts haar vijvergebied daadwerkelijk beheerde en uitbaatte. Naast zijn functie als watergraaf en moermeester, beheerde Josse Wyts ook zijn vele (vis)vijvers op het Bulskampveld. Deze werden als kweekvijvers uitgebaat en zorgden voor de vrijdagse vis. De uitbating van deze vijvers werd toevertrouwd aan kasteleins, die voor de aanleg en het onderhoud van de vijvers instonden en verantwoordelijk waren onder andere voor het aankopen van het visbroed. Het waren dus eigenlijk pachters in dienst van de eigenaar. 
Jonkvrouw Catharina Vilain, de weduwe van Josse († 1544), zette deze bedrijvigheid in de zoetwatervisteelt verder. Zo verkocht zij in 1558 vierduizend karpers voor de som van 400 carolus guldens aan Adriaen Codde, een visverkoper en voornaam lid van een visambachtelijke familie te Brugge. Het Brugse visambacht telde een aantal notabelen onder zijn leden. Toen bleek dat het ledenbestand in 1493 een dieptepunt bereikte, stelde men uitzonderlijk het ambacht open voor nieuwkomers. Leden van het geslacht 'Metten Eye' en van de familie Wyts maakten hiervan gebruik. 

## Jan Wyts de la Boucharderie, burgemeester van het Brugse Vrije
Jan (°1528), zoon van Josse en Catharina Vilain, volgde zijn vader op als heer van Wildenburg en kreeg van zijn moeder de titel 'de la Boucharderie'. Zijn broer Paul Wyts, gehuwd met Jacqueline Landas, werd heer van Wytsvliet. Hij overleed in 1600. 
Jan Wyts de la Boucharderie huwde een eerste maal, omstreeks 1567, met Adrienne de Berquin, weduwe van Cornelis van Gramez († 1566), heer van Wingene. Na haar overlijden in 1570 huwde hij een tweede maal met Margareta van Lichtervelde.  Hij was eigenaar van het kasteel van Wildenburg, dat toen omschreven werd als 'een upperhuus, staende op Bulsckampvelt, leen wezende, rontomme bewatert, ende ’t nederhof metten huusynghe daer up staende …' (penningcohier Wingene, 1577).  
Toen op 6 september 1579 de Wet van het Brugse Vrije in calvinistische zin vernieuwd werd, trad Jan Wyts, heer van la Boucharderie, op als burgemeester. Hij overleed het jaar daarop. Zijn weduwe Margareta van Lichtervelde huwde twee jaar later, in 1582, met Adolf van Meetkerke (°1528). Beiden overleden in Londen in 1591. Een schilderij van Jan Wyts en Margareta is bewaard gebleven en behoort tot de collectie van het kasteel van Amerongen in Nederland. Een dochter van Jan Wyts en Margareta, Margaretha Wyts (+ Londen 26 juni 1615) genaamd, huwde ca. 1606 in Londen met Adrian à Saravia (Hesdin 1532 - Canterbury-Kent, 15 januari 1612), zoon van Cristobal Saravia en Elisabeth Boulangier en een eerste maal gehuwd met Catherine D' Allez. Saravia verbleef als theoloog en predikant zowel in de Nederlanden als in London, waar hij o.a. in 1601 vermeld werd als kanunnik van Westminster Abbey. In 1614, na het overlijden van Adrian à Saravia, huwde Margaretha Wyts er - een jaar voor haar overlijden - nog met Robert Hill, rector van Sint-Batholomeus. Zij was de zus van Jacques Wyts (1579-1643), in 1614 gehuwd met de Nederlandse Magdalena Valckensteyn.

## Verdere afstammelingen: Ferdinand, Vincent en Georges Wyts
Ferdinand Wyts, zoon van Jan en kleinzoon van Josse Wyts en heer 'de la Boucharderie', huwde in 1602 met Francisca Bulteel. Volgens Jules de Saint Genois des Mottes in zijn roman van 1846, een verhaal dat zich afspeelt tijdens het beleg van Oostende in 1604, onderscheidde deze Ferdinand zich als kolonel. Hij overleed in 1615. Ferdinand en Francisca hadden twee dochters en twee zonen. 
Vincent (° ca. 1605), de oudste zoon en heer van la Boucharderie, huwde te Ieper in 1638 met Anna de Cortewille (+Gent 28 juni 1646). Na haar overlijden huwde hij met haar zus Francisca de Cortewille (+1672). De familie Wyts - de Cortewille schonk in 1639 voor de oude Paterskerk van deze minderbroeders (afgebrand in 1660) een glasraam, waarin de wapenschilden van beide families afgebeeld werden. Vincent, overleden in 1657, gaf aan zijn erfgenamen de opdracht jaarlijks aan het klooster van de Minderbroeders te Tielt 100 turfklompen te geven en met de advent 200 karpers uit zijn vijvers. Zijn tweede echtgenoot schonk bij haar overlijden bij testament 200 gulden aan het klooster. 
Georges-Ferdinand Wyts (°1639), zoon van Vincent en Joanna Francisca de Cortewille, huwde in 1664 in de St.-Bavokerk in Gent met Isabelle-Eugenie (van) Hemers (+1672), dochter van Albert Hemers en Catharine-Françoise Wyts. Hun zoon Anselme-Ferdinand (°Wingene, 1671) huwde in 1694 met Marie-Anne Treffert (+1708) met wie hij vier kinderen had, nl. Joseph-Simon, Philippe-Maximilien (1697 - Barcelona, 1762), Monique-Bernadine (Brugge, 1699 - gehuwd met Jean Engelbert Bake) en Claude Wyts. Georges-Ferdinand geraakte in geldnood en hypothekeerde hiervoor twee van zijn vijvers, nl. de Onderste en de Opperste Boonemvyver. In 1716 werd beslag gelegd op gronden, waarbij zowel Georges-Ferdinand als zijn kleinzoon Joseph-Simon Wyts werden aangeklaagd.

## Laatste naamdragers
Anselm-Ferdinand Wyts (°Wingene 1671), zoon van George-Ferdinand, volgde zijn vader op als heer van Wildenburg. Zijn dochter Monica-Bernardina Wyts (° 1699) huwde met Jan-Engelbert Bake, die te Sint-Joris bij Beernem begraven werd. Hij was er eigenaar van het Bakesgoed en omliggende gronden, nabij het Sint-Pietersveld op de grens met Ruiselede. In 1721 spande hij een geding aan tegen haar grootvader Georges Ferdinand, heer van la Boucharderie, en liet beslag leggen op vijf hofsteden (waaronder de hofstede 'de Cortewilde'), een herberg (Den Spriet) en alle vijvers onder de Baronie van Wingene en de Prinselijke Ammanie van Tielt. Zij overleed als weduwe van Engelbert Bake in 1729. 
In 1725 kreeg haar broer Joseph-Simon Wyts een dagvaarding waarbij beslag gelegd werd op gans de heerlijkheid, 292 bunders 'velts ten deele bevyvert met de vischen daerop liggende' en een kasteel, huizen, schuren, stallen, ovenburen, een brouwerij en bomen. In 1727 verkocht Joseph-Simon Wyts, zoon van Anselm-Ferdinand, het gehele domein met het kasteel 't Blauwhuis aan Johannes Van Honaecker, advocaat te Brugge. Zo kwam een einde aan meer dan 230 jaar familie Wyts de la Boucharderie te Wildenburg.